# Siderastreidae
Siderastreidae Vaughan & Wells, 1943 è una famiglia di madrepore della sottoclasse degli Esacoralli.

## Descrizione
La famiglia comprende coralli ermatipici coloniali, che formano colonie unisessuate, massicce, incrostanti, colonnari, o dalle forme irregolari.
I coralliti sono immersi nel cenosteo ed hanno pareti poco definite, formate da un ispessimento delle settocoste. I setti, con margine superiore granulato, si fondono a formare strutture a forma di ventaglio o di stella.

## Distribuzione e habitat
Dei due generi della famiglia, Siderastrea ha una distribuzione cosmopolita, essendo uno dei generi di sclerattinie con la più ampia distribuzione, mentre  Pseudosiderastrea è circoscritto all'Indo-Pacifico, con una specie, Pseudosiderastrea formosa, endemica di Taiwan.

## Tassonomia
La famiglia comprende i seguenti generi viventi:
- Pseudosiderastrea Yabe & Sugiyama, 1935
- Siderastrea Blainville, 1830

Sono noti anche i seguenti generi estinti:
- Pironastraea d'Achiardi, 1875 †
- Stephanomorpha Vaughan, 1900 †
- Synhelia Milne Edwards & Haime, 1849 †

In passato venivano inquadrati in questa famiglia anche i generi Anomastraea, Coscinaraea e Horastrea, attualmente attribuiti alla famiglia Coscinaraeidae.

### Alcune specie

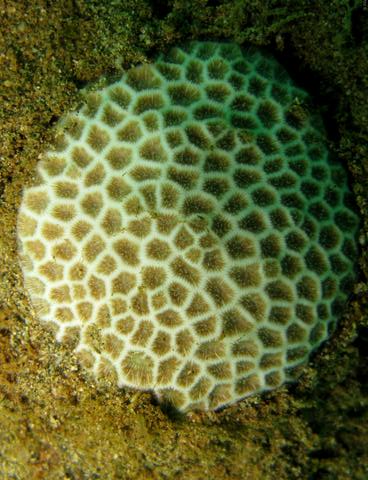
Pseudosiderastrea tayamai
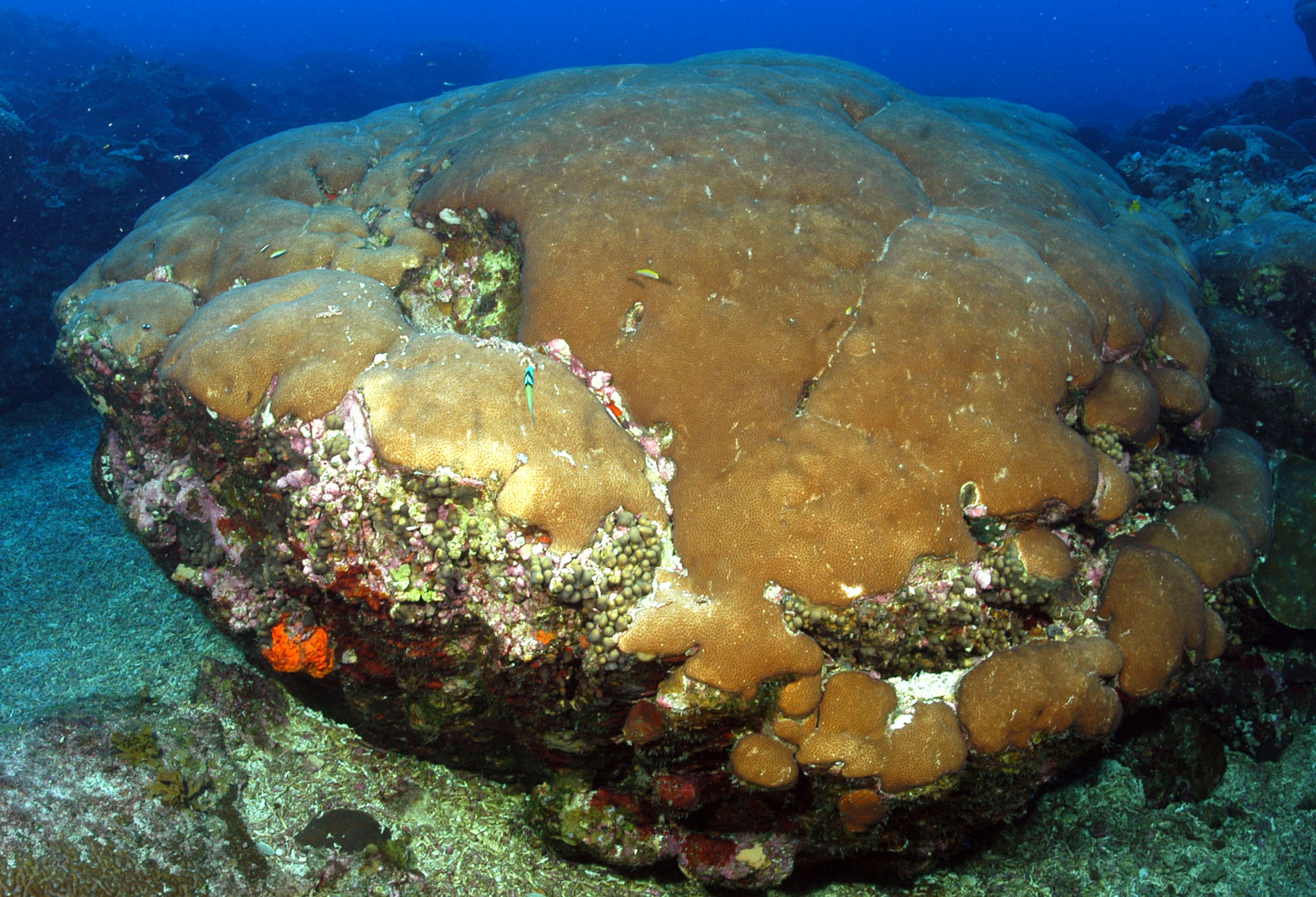
Siderastrea siderea